# بشنو از نی (آلبوم)
بشنو از نی نام آلبوم موسیقی است مربوط به اوایل دهه ۶۰، با صدای شهرام ناظری که آهنگسازی و سرپرستی نوازندگان آن را فریدون شهبازیان بر عهده داشته و در سال ۱۳۷۹ برای نخستین بار بر روی سی دی و در ۹ قطعه منتشر شده‌است. ناشر این آلبوم نواگر بوده و در آن از اشعار مولوی بهره برده شده‌است. نام آلبوم برگرفته از قطعه‌ای است به همین نام که از سروده‌های مولوی است. 

## شرح اثر

### فهرست
1. مقدمه (ارکستر و آواز)
2. زرد ملیجه
3. گر مرا (ارکستر و آواز)
4. ساقی‌نامه
5. باده از ما مست شد
6. حدیث نی
7. بشنو از نی (بی‌کلام)
8. ساز و آواز دشتی همراه با نی و سنتور
9. تصنیف بشنو از نی

| بِشنو از نی چون حکایت می‌کند     |  | از جُدایی‌ها شکایت می‌کند       |
| کز نیستان تا مرا بُبریده اند    |  | از نَفیرم مرد و زن نالیده اند |
| سینه خواهم شرحه شرحه از فراق   |  | تا بگویم شرحِ دَردِ اشتیاق      |
| هر کسی کو دور ماند از اصل خویش |  | بازجوید روزگار وصل خویش      |
| من به هر جمعیتی نالان شدم      |  | جفت بدحالان و خوشحالان شدم   |

### تک‌نوازان
- سنتور: رضا شفیعیان
- نی: محمدعلی کیانی‌نژاد

## منبع
- تارنمای شهرام ناظری
- پایگاه مجازی دلنوازها